# Xenotrasplantament
Un xenotrasplantament és un trasplantament d'òrgans o teixits entre espècies diferents.

## Història
El 10 de gener del 2022, li va ser implantat un cor de porc modificat genèticament a un pacient de 57 anys amb problemes cardíacs. Va ser intervingut quirúrgicament i amb èxit per un equip de cirurgians de la Universitat de Maryland. El cor de l'animal havia estat sotmès prèviament a una edició genòmica per poder retirar-li un sucre de les cèl·lules, responsable del rebuig gairebé immediat d’òrgans. El pacient va morir dos mesos després, el 8 de març de 2022.